# Glóbulo gasoso em evaporação
Um glóbulo gasoso em evaporação ou GGE é uma região de gás hidrogênio no espaço sideral de aproximadamente 100 unidades astronômicas de tamanho, de modo que os gases sombreados por ele são protegidos dos raios ultravioleta ionizantes. Áreas densas de gás protegidas por um glóbulo de gás em evaporação podem levar ao nascimento de estrelas.  Os glóbulos de gás em evaporação foram identificados pela primeira vez de forma conclusiva por meio de fotografias dos Pilares da Criação na Nebulosa da Águia, tiradas pelo Telescópio Espacial Hubble em 1995.
Os GGEs são os prováveis predecessores de novas protoestrelas. Dentro de um GGE, o gás e a poeira são mais densos do que na nuvem de poeira circundante. A gravidade atrai a nuvem de forma mais forte à medida que o GGE continua a atrair material de seus arredores. Conforme a densidade da nuvem aumenta, o glóbulo fica mais quente sob o peso das camadas externas e uma protoestrela é formada dentro do GGE. 
Uma protoestrela pode ter pouca massa para se tornar uma estrela. Nesse caso, torna-se uma anã marrom. Se a protoestrela tiver massa suficiente, a densidade atinge um nível crítico onde a temperatura excede 10 milhões kelvin em seu centro. Neste ponto, uma reação nuclear começa a converter hidrogênio em hélio e liberar grandes quantidades de energia. Ela então se torna uma estrela e se junta à sequência principal no diagrama HR.
Um estudo de 73 GGEs nos Pilares da Criação, com a ajuda do Very Large Telescope, mostrou que apenas 15% dos GGEs mostram sinais de formação de estrelas. A formação estelar não é a mesma em todos os lugares: o maior pilar tem um pequeno aglomerado dessas fontes na extremidade.